# Servílio Conti
Servílio Conti IMC (* 19. Oktober 1916 in Vertova, Italien; † 14. September 2014 in São Paulo) war Prälat von Roraima.

## Leben
Servílio Conti trat am 10. Oktober 1933 der Ordensgemeinschaft der Consolata-Missionare im Mutterhaus in Turin bei. Nach Ausbildungsstationen an den Seminaren in Favria, Varallo und Certosa di Pesio trat er 1939 in das Noviziat in Rosignano Monferrato ein. Er studierte Philosophie am Ordensseminar der Consolata-Missionare in Cuneo und legte am 2. Oktober 1943 ewige Profess ab. Von 1940 bis 1944 studierte er Theologie am Pontificio Ateneo urbaniano „De Propaganda Fide“ in Rom und empfing am 8. April 1944 in Rom die Priesterweihe, während der kämpferischen Auseinandersetzungen der Alliierten und der deutschen Wehrmacht vor den Toren Roms.
Er war Professor in verschiedenen theologischen Disziplinen an dem Seminar der Consolata-Missionare in Certosa di Pesio. 1950 wechselte er an das Priesterseminar Santa Teresinha do Menino Jesus im brasilianischen São Manuel (SP) und war Professor für Moraltheologie, Kirchenrecht und Patrologie. Er war von 1959 bis 1963 Novizenmeister in São Manuel, Pfarrer von Erexim (RS) und Boa Vista (RR) Er war auch Generalvikar im Erzbistum Santa Maria (RS).
Papst Paul VI. ernannte ihn am 1. Januar 1965 zum Prälaten von Roraima und am 8. Februar 1968 zum Titularbischof von Thuburbo Maius. Der Bischof von Bergamo, Erzbischof Clemente Gaddi, spendete ihn am 5. Mai desselben Jahres die Bischofsweihe; Mitkonsekratoren waren Aristide Pirovano PIME, Generalsuperior des Päpstlichen Instituts für die auswärtigen Missionen und João Gazza SX, Generalsuperior der Xaverianer-Missionare. Sein bischöflicher Wahlspruch war Ich bin euer Diener. Er war Teilnehmer des Zweiten Vatikanischen Konzils und Konzilsvater der vierten Sitzungsperiode vom 14. September bis 8. Dezember 1965.
Am 3. Mai 1975 nahm Papst Paul VI. seinen Rücktritt an. Weiterhin war er an der Wallfahrtsstätte Unserer Lieben Frau von Aparecida in São Manuel (SP) tätig.
Er hat zahlreiche Schriften veröffentlicht, darunter seine Autobiografie O Santo Do Dia.

## Schriften
- O Santo Do Dia, Vozes 1984 (portugiesisch)
- El santo del día, Bonum 2006 (spanisch), ISBN 978-950-507-593-5